# USS Franklin (CV-13)

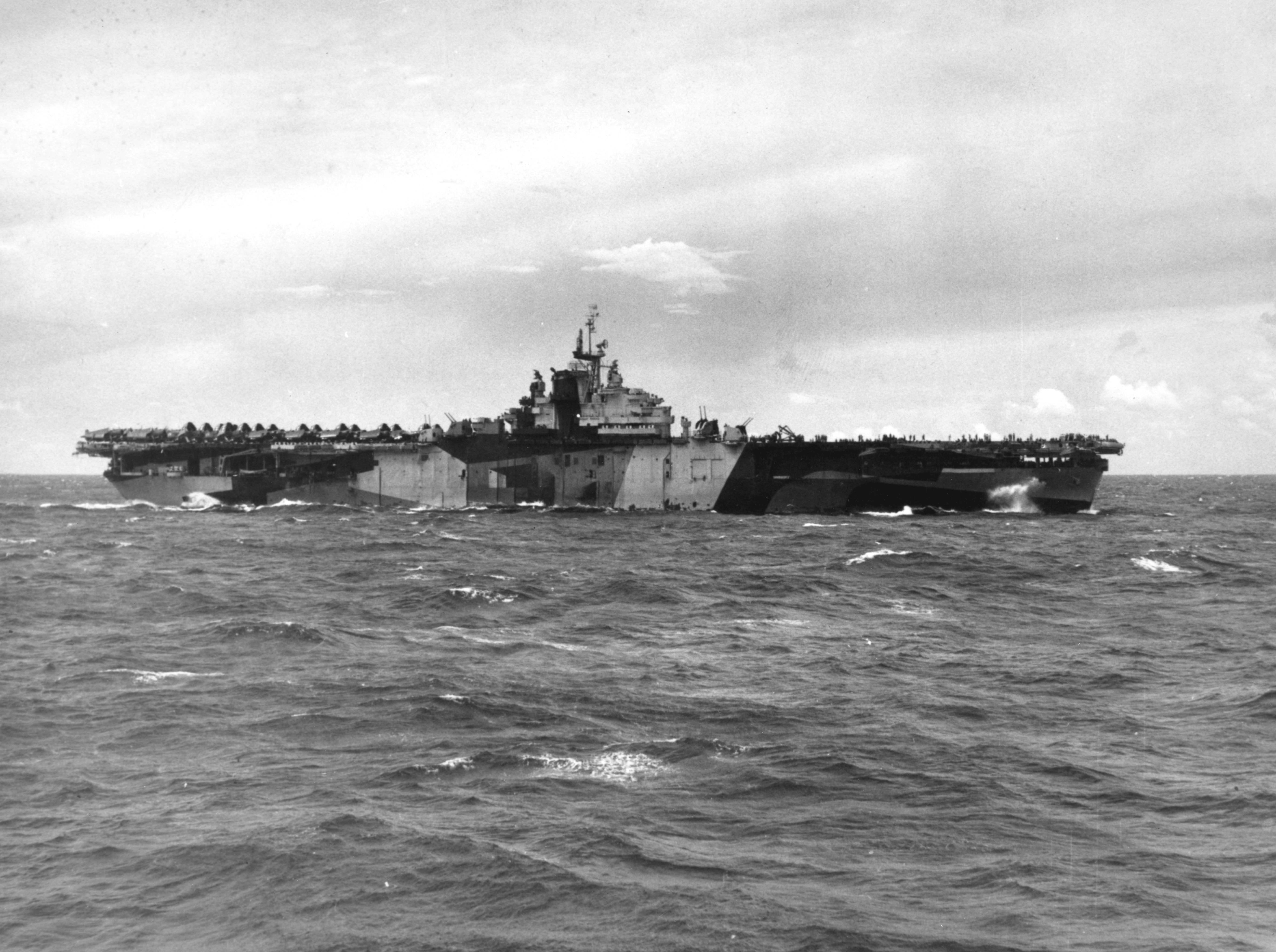
USS Franklin nära Marianerna, 1 augusti 1944.

USS Franklin (CV/CVA/CVS-13, AVT-8), med smeknamnet "Big Ben", var en 24 hangarfartyg av Essex-klass som byggdes för amerikanska flottan under andra världskriget. Hon var det femte fartyget att bära detta namn. Hon togs i tjänst i januari 1944 och deltog i flera strider under Stillahavskriget och mottog fyra battle stars. Hon skadades svårt i ett japanskt flyganfall i mars 1945 där 800 man i hennes besättning omkom. Hon blev därmed det svåraste skadade amerikanska hangarfartyget som överlevde kriget. Filmklipp från det riktiga anfallet användes i filmen Task Force (1949) med Gary Cooper i huvudrollen. 
Efter anfallet återvände hon till USA:s fastland för reparation och kom därmed inte till användning under resten av kriget. Hon togs ur tjänst 1947. Under hennes tid i reserven omklassificerades hon till attackhangarfartyg (CVA) och därefter till ubåtsjakthangarfartyg (CVS) och till slut till flygtransportfartyg (AVT) men moderniserades aldrig och deltog aldrig i aktiv tjänst igen. Franklin och Bunker Hill (skadad av en kamikaze) var de enda hangarfartygen av Essex-klass som inte användes i aktiv tjänst som hangarfartyg efter andra världskriget igen. Franklin såldes som skrot 1966.